# Asterostomula patula
Asterostomula patula är en svampart som beskrevs av Petr. 1950. Asterostomula patula ingår i släktet Asterostomula, divisionen sporsäcksvampar och riket svampar.   Inga underarter finns listade i Catalogue of Life.